# Club Deportivo Cajamadrid
Club Deportivo Cajamadrid (deutsch Sportclub Cajamadrid), kurz: CD Cajamadrid, war ein spanischer Sportverein aus Alcalá de Henares. Im Verein wurde Basketball und Handball gespielt. Die ersten Männerteams traten jeweils in der höchsten spanischen Liga, der Liga ACB sowie der Liga Asobal, an.

## Geschichte
Der Verein wurde im Jahr 1978 gegründet und im Jahr 1991 aufgelöst.

## Basketball
Die Basketballsparte war mit einem Team von 1983 bis 1986 in der Liga ACB vertreten.

## Handball
Im Jahr 1979 wurde die Lizenz für die zweite Liga von BM Banco Ibérico de Madrid erworben, 1981 wurden zehn Spieler sowie der Trainer vom insolventen BM Jaén übernommen. Damit gelang im Jahr 1982 der Aufstieg in die höchste spanische Liga, die División de Honor, in der der Verein ab der Saison 1982/1983 vertreten war. Der Verein gehörte im Jahr 1984 zu den Gründungsmitgliedern der Asociación de Clubes Españoles de Balonmano. Nach der Spielzeit 1984/1985 stieg der Verein in die zweite Liga ab, in der Zweitligasaison 1985/1986 gelang der direkte Wiederaufstieg. In der Spielzeit 1987/1988 belegte das Team Platz 2, in der Spielzeit 1988/1989 Platz 3 der Liga. Der Verein gehörte zu den Gründungsmitgliedern der Asobal. Die Saison 1990/1991 war die letzte Spielzeit des Vereins. Anschließend wurde die Lizenz auf den Verein Club Juventud Alcalá übertragen.
International trat der Verein im IHF-Pokal an und erreichte die Halbfinals in den Saisons 1988/1989 und 1989/1990.

## Name
Der Name Cajamadrid stammte vom Hauptsponsor, der Sparkasse Caja de Ahorros y Monte de Piedad de Madrid ab.

## Halle
Der Verein trat im pabellón Buen Consejo de Madrid (1981/1982), im pabellón de Magariños (1982–1984) sowie im pabellón del Val de Alcalá de Henares (1984/1985) aus. Ab 1984 errichtete die Sparkasse eine neue Halle, die 4600 Zuschauer fasste. In dieser, dem pabellón Ruiz de Velasco, spielte der Verein ab der Saison 1986/1987.